# Tovuški rajon
Tovuški rajon (azerski: Tovuz rayonu) je jedan od 66 azerbajdžanskih rajona. Tovuški rajon se nalazi na sjeverozapadu Azerbajdžana na granici s Armenijom i Gruzijom. Središte rajona je Tovuz. Površina Tovuškog rajona iznosi 1.900 km². Tovuški rajon je prema popisu stanovništva iz 2009. imao 157.875 stanovnika, od čega su 79.078 muškarci, a 78.797 žene.
Tovuški rajon se sastoji od 62 općine.